# Euthyne
L'euthyne (en grec ancien : εὔθυναι) est un magistrat de contrôle de la démocratie athénienne. Il existe 10 euthynes, un par tribu, qui sont assistés de vingt parèdres (deux chacun). Les euthynes siègent devant la statue du héros éponyme de chaque tribu de l'Attique. Ils y reçoivent tous les hommes libres (citoyens et métèques) qui souhaitent engager une procédure judiciaire contre un magistrat ayant obtenu décharge après la reddition de ses comptes. Si l'euthyne juge la demande recevable, il renvoie l'affaire vers un tribunal des dèmes si l'affaire relève du domaine privé, et vers les thesmothètes si elle concerne le domaine public.